# Pluralismo jurídico en Guatemala
Es posible que un problema que surja en una comunidad indígena en el interior de Guatemala no llegue nunca al sistema ordinario de justicia. Ante la distancia y abandono de las instituciones de justicia estatal hacia las comunidades indígenas, éstas han tenido que resolver sus conflictos con arreglo a sus propios criterios y normas para favorecer una convivencia pacífica, incluso sin la presencia del Estado, aplicando su derecho consuetudinario.
La integración jurídica de las formas tradicionales de resolución de conflictos ha sido difícil, tanto por la discriminación racial hacia las personas y comunidades indígenas y sus mecanismos tradicionales, como por el ordenamiento jurídico que reconoce el monopolio de la administración de la justicia del Organismo Judicial.
En Guatemala puede hablarse de la existencia simultánea del sistema de justicia ordinaria y el sistema de justicia indígena. A esto se suma la generalización del uso de mecanismos alternativos de resolución de conflictos propios de la justicia ordinaria, tales como la mediación y conciliación, que permiten mayor cobertura del sistema formal en áreas indígenas que tradicionalmente tenían menor acceso a la justicia ordinaria.
La inclusión del derecho de los pueblos indígenas se da, por una parte, por medio del sistema de autoridades tradicionales designadas por la propia comunidad, que ejercen entre otras funciones, las judiciales, además de precedentes judiciales oficiales en los que se reconoce la aplicación del derecho indígena.
El acceso a la justicia comunitaria de los pueblos indígenas comprende también la facultad de una persona de decidir a cuál sistema jurídico dirige su caso, siendo esta decisión un derecho íntimamente relacionado con la identidad cultural.

## Derecho indígena
El derecho indígena es un sistema con estructura propia, establecida por las comunidades. Se constituye a partir de su propia filosofía y cosmovisión. Contiene una serie de normas y valores que parten de la experiencia y del conocimiento de las comunidades indígenas para resolver y prevenir conflictos. Se encuentra inscrito en el sistema jurídico indígena porque tiene preceptos coercitivos sobre los individuos que integran la comunidad, siendo integral, pues aplica principios filosóficos, culturales, políticos, antropológicos.

## Normas y valores
El sistema normativo indígena es producto de principios fundamentales de lo sagrado, el comportamiento equilibrado y la armonía en la vida, y la protección de la comunidad. Son, en suma, los preceptos ordenadores de la vida. Está ligada a su relación con los otros y el medio natural, los antepasados y el comportamiento humano. Estos ideales se ligan íntimamente con un prototipo de vida dirigida hacia lo moral, lo útil, el servicio, el respeto a lo sagrado, para la existencia de una vida social equilibrada.
Se transmite de manera oral de generación en generación, que con el tiempo han llegado a conformar un conjunto de reglas y normas que son observadas y cumplidas por la comunidad. Surgen especialmente de la experiencia que se encuentra en la vida cotidiana de las propias comunidades.
Dicho orden está codificado de formas especiales: a) en un primer nivel su naturaleza es de base oral; b) las normas también están codificadas en los procesos de socialización de las personas a partir de sus instituciones locales o comunales. Estas normas parten de lo sagrado y de una percepción ética de la vida. A medida que los individuos van creciendo en edad se les inculcan los criterios guías de respeto y obediencia a cada uno de los órdenes normativos.
La forma en que se transmiten estos valores y normas van de acuerdo a la interacción social de la comunidad. Para ello existen agentes que transmiten estos procesos. Uno de ellos es a través de la fiesta tradicional dirigida por la institución social de las Cofradías. Otras instituciones reproductoras son la familia y la comunidad, que transmiten de forma ordenada y sistemática la socialización de estas normas y valores que sus miembros deben tener presentes en su vida cotidiana y ritual. La familia es la forma en que se transmite la cultura de la comunidad y, por consiguiente, también de las normas y valores que el individuo debe respetar y obedecer.

## Autoridades en la comunidad indígena
Las autoridades indígenas son las personas que procuran el orden social en las comunidades. Ellas orientan, educan y corrigen para prevenir conflictos y garantizar así la armonía entre los vecinos. Y cuando surgen problemas son los encargados de resolverlos. Son aquellas personas reconocidas y legitimadas por la comunidad, dadas su buena reputación, su buen ejemplo de vida, de buena conducta y comportamiento respetuoso y con mucha experiencia.
La autoridad tradicional indígena le es otorgada por virtud de la energía del día de su nacimiento, de sus antecedentes de infancia y de sus contextos familiares. Generalmente quienes ostentan el cargo de guías espirituales, son honorables, líderes y su función es guiar a la comunidad hacia lo correcto, velan por la armonía y tranquilidad. Las autoridades, entonces, son aquellas que la comunidad reconoce como tales.
Las autoridades indígenas legitiman su especialidad a partir del ejercicio de su autoridad, esto les otorga potestad suficiente para sancionar y acompañar a los involucrados en conflictos sociales y al mismo tiempo promover valores y principios formativos, preventivos y transformadores en los implicados, y que a la vez sirvan a la comunidad.
Por su especialización se pueden clasificar y describir las principales autoridades comunitarias y sus funciones:
- Ajq´ij o Ajq’ijab’, Guía espiritual o sacerdote maya. Es la persona que, según su nawal o fecha de nacimiento, tiene el don o las cualidades de ser orientador, guiador, consejero espiritual de las personas. Ejerce un alto nivel de autoridad en la comunidad, es el encargado de atender los problemas desde un enfoque espiritual. Resuelve problemas en el ámbito individual y familiar.

- Ajkun, Comadrona. Es ejercida por la mujer. Ella es la que orienta a las mujeres en la concepción, embarazo, parto y crianza de los hijos e hijas. Da indicaciones según el calendario maya. Da consejos, orientaciones, dan ayuda espiritual, moral y social.

- K´amalb´e Guía, Líder. Es la persona que tiene la facilidad de conducir y buscar desarrollo para la comunidad.

- Q´atal tzij, El que imparte justicia. Es la autoridad que resuelve conflictos en la sociedad.

- Ajch´mi´y, El Alcalde Comunitario. Los alcaldes comunitarios son considerados como autoridades indígenas, pues en algunos casos contribuyen en la resolución de conflictos en las comunidades.

- Ajcholoj, Rezador, Pedidor. Es la persona que ejerce la autoridad en lo espiritual. al igual que el Ajq´ij.

- Ajxe´lab´ / Ajapatan, Cofrades. Quizás con el mismo nivel de poder que los Ajq´ij, la diferencia es que conservan principios y valores mayas mezclados con el cristianismo.[6]

## Formas de resolver los conflictos
Son los valores reconocidos por la comunidad los que sirven de marco, en caso de conflicto, para identificar las faltas o establecer dónde está el error cometido y qué debe hacerse para repararlo. Para ello puede coexistir en el proceso analítico de la resolución de conflictos. En este sentido el procedimiento desde el derecho indígena, se adecua según los antecedentes del conflicto, sus consecuencias y los objetivos que se esperan al resolverlo.

### Principios básicos
- Nojimal Ka roq ub´anik. Una persona no puede ser totalmente mala ni totalmente buena. Todos aprendemos de nuestras experiencias. Por ello, las autoridades indígenas no condenan, dan consejos para rectificar.

- Ri ixoq ruk´ri achi,xa junam ki b´anik. No existe la discriminación como principio. La mujer y el hombre son iguales.

- Nimnik. El respeto a los demás y a los elementos de la naturaleza es fundamental para la cultura indígena. Si se dañara por error o con intención, es indispensable reconocer ese error y restituir el daño.

- Kaqa nuk´uj qa no´jib´al. Las decisiones se toman sobre la base de los criterios que benefician a la mayoría primero y luego a los individuos. El consenso es la suma de criterios para escoger las mejores ideas y construir una sola aplicándola a la comunidad.

- Chuj choman´qonojel,chuj chukunqonojel. Las acciones y las decisiones de la comunidad deben tomarse sobre la base de los intereses y las necesidades de la mayoría. Las decisiones no las hace una sola persona sino son razonadas, discutidas y decididas entre varios.

- Kuchb´all o kuchuj. Es el principio de ayuda mutua con ideas o materiales cuando alguien de la comunidad o la misma comunidad lo necesita.

- Q´uch o q´uchuj o Komoon´chak. Es el trabajo colectivo y comunitario en donde se invierte tiempo, energía y esfuerzo.

- Utaiktzij. como consecuencia de que todo es un proceso, uno de los principios es escuchar la opinión de la gente sobre determinados aspectos y decisiones para la vida de una familia, comunidad o pueblo. Esto se hace tomando en cuenta varias etapas:
- Información sobre el tema o situación sobre el cual hay que decidir.
- Consultas internas, es decir, la gente va a su casa o comunidad, comentan el tema con la familia, los hijos, esposas o esposos.
- Otro escenario, anterior a la toma de decisiones, es lo que se da entre las mujeres cuando van al río o hacen alguna actividad importante; igual sucede con los grupos de hombres cuando realizan una actividad fuera de casa. Este da paso al diálogo entre grupos de amigos, en la familia, grupos de edad.
- Decisión final, la etapa en la cual se vuelve a juntar la comunidad, es el espacio en el cual se presentan las diferentes posturas, se presentan razonamientos, ventajas y desventajas; así se van sacando los puntos de mayor coincidencia y se inicia la toma de decisiones.
- La toma de decisiones se basa en los intereses de los grupos. No se entra en proceso de votación, sino que los puntos de vista u opiniones de la mayoría que coinciden, son los que van quedando como decisiones.

El proceso de consulta conlleva análisis, sensibilización, diálogo y negociación. Cuando la mayoría de opiniones prevalecen y cuando hay pocas en contra esas opiniones son escuchadas y discutidas hasta alcanzar el consenso.

## Derecho Oficial
Es el sistema oficial representado por el Organismo Judicial, el cual se establece para ejercer la justicia a través de normas jurídicas jerarquizadas en normas Constitucionales, Ordinarias y Reglamentarias. Este sistema está sustentado en la tradición occidental del Derecho Romano. La esencia de las leyes vigentes en Guatemala, reflejan una sola parte de la pluralidad de visiones y pensamientos de los habitantes.
La división política administrativa del Estado guatemalteco contempla la existencia de regiones, departamentos y municipios. En la cabecera municipal se concentra la administración municipal y los órganos jurisdiccionales: Juzgado de Paz y Policía Nacional Civil. En las comunidades más alejadas de la cabecera municipal, sus habitantes no sienten la presencia del Estado en la solución de sus conflictos.